# 党の指導性
党の指導性（とうのしどうせい、ドイツ語: Führung der Partei、英語: leadership of the party, party leadership）とは、レーニン主義の原則の一つ。
マルクス・レーニン主義を掲げる多くの社会主義国の憲法などに明記され、党が国家・政府・軍隊・司法・宗教団体・大衆団体など社会のあらゆる律法や組織に優越し、これらを「指導」する根拠とされた。国家を指導する党を指導政党とも呼ぶ。

## 概要
別に「前衛党の指導性」、「共産党の指導体制」、「共産党の指導原理」、「共産党の指導的地位」、「共産党の指導的役割」などとも呼ばれる。また中国では漢字で「党の領導」と表記されており、これが北朝鮮やベトナムといった他の社会主義国で掲げられている「党の指導」の意訳に使われることがある。ソ連共産党のウラジーミル・レーニンによる原則を、ヨシフ・スターリン時代に1936年のソビエト連邦憲法で初めて憲法に記載した。
以後、ソビエト連邦の各共和国や、東欧諸国や、中国など多くのマルクス・レーニン主義を掲げる社会主義国で、憲法などの基本法に共産党による国家への指導が明記されている。
マルクス主義の原則とされているプロレタリア独裁では社会主義革命後の過渡期ではプロレタリアートによる独裁が必要とされているが、さらにレーニンの前衛党論ではプロレタリアートを指導するのは少数精鋭の共産党である。この一党独裁の理論を、ロシア革命によって権力を獲得したボリシェヴィキが国家の憲法に明記し制度化したものが「党による指導（性）」である。
「党による指導」は通常、「社会主義社会」全体に必要とされるため、その対象は政府だけでは無く、軍部、司法、更には職場・労働組合・地域・学校・文化団体（各種の集まり）などのあらゆる社会的組織も含まれる。実際には、あらゆる階層の社会集団に共産党が「細胞」（基礎組織）を置き、意思決定を「助言」し、あるいは行う。
旧ソ連やキューバの一党制に対して、中国や北朝鮮などには複数政党が存在するが、他の政党（衛星政党）は指導政党からの指導を受ける（ヘゲモニー政党制）事が憲法に明記されており、いずれも一党制を追認する程度の役割でしかなく、実質的には一党独裁である。
党の指導に従わない者は通常、「反党分子」「反革命分子」などと呼ばれ弾圧や粛清の対象となった。このため憲法が存在して言論・報道・集会などの自由や権利が明記されている場合でも、実際には全ての組織で共産党の支配が徹底される。この結果として、政府組織と党組織の間の役割分担の曖昧化、国家組織の形骸化と党の肥大化、実権や出世や利権を求める層が共産党に大量流入する事による党幹部の汚職や腐敗、軍が「党の軍」であるか「国家の軍」であるかの位置づけの曖昧化などが発生しうる。

## 例
憲法等で公式に「党の指導性」を明記した主な国には以下がある。

### 現在の社会主義国
| 国・地域               | 指導政党         | 憲法上の規定 |
| ---------------------- | ---------------- | --- |
| 中華人民共和国         | 中国共産党       | 第1条『中国共産党による領導は、中国の特色ある社会主義の最も本質的特徴である。』 |
| ベトナム社会主義共和国 | ベトナム共産党   | 第4条『ベトナム共産党は、労働者階級の先導隊であると同時に働く人民及びベトナム民族の先導隊であり、マルクス・レーニン主義及びホーチミン思想を思想的基礎として採用し、労働者階級、働く人民及び全ての民族の利益を忠実に代表する国家と社会の指導勢力である。』 |
| 朝鮮民主主義人民共和国 | 朝鮮労働党       | 第11条『朝鮮民主主義人民共和国は、朝鮮労働党の領導の下ですべての活動を行う。』 |
| ラオス人民民主共和国   | ラオス人民革命党 | 第3条『国民の主権者としての権利は、ラオス人民革命党を主軸とする政治制度を通じて行使され保障される。』 |
| キューバ共和国         | キューバ共産党   | 第5条『キューバ共産党は、社会と国家の優れた指導力である。』 |

### 過去の社会主義国
| 国・地域                       | 指導政党                   | 憲法上の規定 | 備考 |
| ------------------------------ | -------------------------- | --- | --- |
| アルバニア社会主義人民共和国   | アルバニア労働党           | 第3条『アルバニア労働党は、労働者階級の前衛部隊であり、国家と社会の唯一の政治指導力である。』 | 1991年に党の指導性を放棄しアルバニア社会党に改組 |
| ソビエト社会主義共和国連邦     | ソビエト連邦共産党         | 1936年憲法（スターリン憲法）第126条『労働者、農民及びインテリゲンツィアのうちの積極的かつ意識的市民は共産主義社会を建設するための闘争において労働者の前衛部隊であり、かつ労働者のすべての社会的ならびに国家的組織の指導的中核をなすソビエト連邦共産党に団結する。』 | 1990年3月の憲法改正で党の指導性を放棄。1991年8月のクーデターにより党は活動禁止処分を受けて解散。ソ連は構成共和国が独立し崩壊した。現在のロシア連邦は1993年に制定した現行憲法で「党の指導性」を放棄している。 |
| チェコスロバキア社会主義共和国 | チェコスロバキア共産党     | 第4条『社会と国家の主導的勢力は、労働者階級の前衛部隊であるチェコスロバキア共産党である。』 | ビロード離婚に伴いボヘミア・モラビア共産党とスロバキア共産党に分裂 |
| ドイツ民主共和国               | ドイツ社会主義統一党       | 第1条『ドイツ民主共和国は、労働者階級とそのマルクス・レーニン主義政党の指導下に置かれる。』 | 1989年12月、憲法第1条から指導規定を削除。1991年国家はドイツ連邦共和国に編入される形で消滅。一方で党はドイツ再統一後も左翼党 (ドイツ)に転身し存続                                                             |
| ハンガリー人民共和国           | ハンガリー社会主義労働者党 | 第56条『民主的に団結し、その前衛部隊に指導される労働者階級は、国家と社会の活動の主導的勢力である。』 | ハンガリー動乱後から緩やかな改革を進め1989年2月に自ら指導性を放棄して複数政党制の容認を決定。党はハンガリー社会党に転身。1990年、人民共和国からハンガリー共和国に移行                                        |
| ポーランド人民共和国           | ポーランド統一労働者党     | 第3条『ポーランド統一労働者党は、社会主義建設における社会の指導的政治勢力である。』 | 1989年の自由選挙で敗北し解散 |
| ルーマニア社会主義共和国       | ルーマニア共産党           | 第3条『ルーマニア共産党は、ルーマニア社会主義共和国の社会全体における主要な政治勢力である。』 | ルーマニア革命 (1989年)により武力で打倒された |

### 過去のアラブ社会主義国
- シリア・アラブ共和国 - 1970年以降、アラブ社会主義を掲げるシリア・バアス党による事実上の一党独裁[18]で、憲法にバアス党を「指導政党」と明記していた[19][20]。しかし2011年からのシリア内戦により、2012年に憲法改正し「指導政党」の条項を削除し、複数政党制を認めた[21]。

## 類似の政党

### ナチス・ドイツ
国民社会主義ドイツ労働者党（ナチ党）政権下のドイツにおける国家に対する党の法的な位置づけは曖昧であり、アドルフ・ヒトラーを党および民族共同体の総統（指導者兼ドイツ国首相）とした。
1933年1月、ナチ党は政権獲得後に選挙を行い、その勝利を「ナチ党及びその指導者であるヒトラーが民族と国家を指導する」体制が確立されたものと喧伝し、「ヒトラーと党が国家を指導する」と主張した。同年7月31日公布の「政党新設禁止法」により、ナチ党がドイツ唯一の政党となり、12月1日には「党と国家の統一を保障するための法律」が公布され、党と国家は一体のものであると定義されたが、1942年の「党の法的地位に関する総統命令」で、この定義は削除されることになった。
ナチ党政権下では、党規や法律よりも民族の指導者たるヒトラーの意思（総統命令）こそが最重要視された。ナチ党には中央委員会や政治局といった執行組織は存在せず、党の指導性を明記した成文法制定や、憲法改正も行われなかった（そもそもヴァイマル憲法自体が全権委任法の成立で死文化しつつも、敗戦に至るまで正式に廃止されることは無かった）。このため、国家と党の職責が重複する部分も多く、党幹部同士の権力争いが絶えなかったが、ヒトラーはこれを積極的に是正することはなく、むしろそのまま放置する事さえあったため、却ってそれを最終的に裁定しうる総統の絶対的立場が強化されたとも言われる。マルティン・ボルマンは、「党の地位は法律の規定によっては正しく把握しうるものではなかった」と評している。

### イラク
サッダーム・フセイン政権(1979-2003)下の第三共和政イラク(1968-2003)は、前任のアフマド・ハサン・アル＝バクル政権(1968-1979)も含めた1968年以来、アラブ社会主義を掲げるバアス党による事実上の一党独裁であったが、憲法に「指導政党」という形で明記されてはいなかった。1970年憲法では「最高の国家機関」は「革命指導評議会」（第37条）とされ、その議長が「共和国大統領」（第38条）とされたが、その構成員の一部は「社会主義アラブ・バアス党」の地域指導者から選出する事が明記されていた。

### シンガポール
シンガポールの憲法上は指導政党の概念はなく、選挙は複数政党の競合で行われるが、勝者総取り方式の集団選挙区を主とする選挙制度や与党落選地区への行政による報復などにより、建国以来人民行動党が議会議席のほとんどを占め続けている。例えば2006年の総選挙では、66.6%の得票である与党人民行動党が97.6%の議席を獲得している。

## 議論
- カール・カウツキーは社会主義の立場から議会制民主主義を主張し、レーニンの一党独裁を批判した。
- ローザ・ルクセンブルクはプロレタリア独裁を肯定したが、プロレタリア独裁は階級の独裁であって一党一派の独裁では無いとして、レーニンの前衛党論を批判した。
- レフ・トロツキーは、ヨシフ・スターリン支配下のソビエト連邦を「官僚によって歪められ、堕落した労働者国家」と呼び、複数政党制の必要性を主張した[28]。
- 日本共産党は綱領で、日本における社会主義では「さまざまな思想・信条の自由、反対政党を含む政治活動の自由は厳格に保障される」とし、また、特定の政党に「「指導」政党としての特権」を与えることは「きびしくしりぞけられる」[29]としている。また、日本共産党系の青年団体「日本民主青年同盟」は、かつては同盟の目的について「日本共産党のみちびきをうけ」と党の指導性を明確に期していたが、1980年代以降は日本共産党は「相談相手」となり、表現が変わっている[30]。
- 中華人民共和国の政府系サイト(Show China)では「中国共産党の指導と執政」が必要な理由を、

1. 社会主義現代化建設を推し進め、中華民族の偉大な復興を実現させる
2. 中国の国家の統一と社会の調和・安定を守る
3. 政権の安定を保証する
4. 数億の人民を団結、凝集させ、共同ですばらしい未来を建設する

と記載している。
- 朝鮮労働党の機関紙の労働新聞は、2011年1月の新年共同社説で「今年の総進軍を成功裏に促すための決定的担保は、党の領導的役割をあらゆる面で高めること」として、党の指導の強化を主張した[31]。

## 関連書籍
- "The Communist Party leadership in Poland: a study in elite stability" (Richard Felix Staar, 1961)
- "The Communist Party leadership in Albania" (Jani I. Dilo, Institute of Ethnic Studies, Georgetwon University, 1961)